# Phoenix Award
Der Phoenix Award ist ein Jugendliteraturpreis, der seit 1985 jährlich von der Children’s Literature Association vergeben wird. Der Preis hat ein ungewöhnliches Konzept: Ausgezeichnet werden können Werke, die mindestens 20 Jahre vor der Preisverleihung in englischer Sprache erschienen sind und zum Zeitpunkt ihrer Erstveröffentlichung keinen Preis und keine gebührende Rezeption erfahren haben. (Diese Vorgaben werden jedoch nicht immer genau eingehalten.)
Der Name des Preises deutet seinen Zweck an, gute Jugendbücher der Vergessenheit so zu entreißen, wie der Phoenix aus der Asche neu entsteht.

## Preisträger
Rosemary Sutcliff, Peter Dickinson und Margaret Mahy haben diesen Preis zweimal gewonnen.
- 1985: Rosemary Sutcliff, The Mark of the Horse Lord (dt. Das Stirnmal des Königs, 1969)
- 1986: Robert J. Burch, Queenie Peavy (dt. Queenie ist gar nicht so, 1971)
- 1987: Leon Garfield, Smith (dt. Das Geheimnis des Schwarzen Engels, 1970)
- 1988: Erik Christian Haugaard, The Rider and his Horse
- 1989: Helen Cresswell, The Night-Watchmen
  - Honor Book: Milton Meltzer, Brother Can You Spare a Dime?
  - Honor Book: Adrienne Richard, Pistol (dt. Das Ende der wilden Pferde, 1974)
- 1990: Sylvia Engdahl, Enchantress from the Stars (dt. Wächterin der Sterne, 2002)
  - Honor Book: William Mayne, Ravensgill
  - Honor Book: Scott O’Dell, Sing Down the Moon (dt. Geh heim, Navaho-Mädchen, 1973)
- 1991: Jane Gardam, A Long Way from Verona (dt. Weit weg von Verona, 2018)
  - Honor Book: William Mayne, A Game of Dark
  - Honor Book: Ursula K. Le Guin, The Tombs of Atuan (dt. Die Gräber von Atuan, 2002)
- 1992: Mollie Hunter, A Sound of Chariots
- 1993: Nina Bawden, Carrie's War (dt. Hörst du, es ist ganz nah, 1976)
  - Honor Book: E. L. Konigsburg, A Proud Taste for Scarlet and Miniver
- 1994: Katherine Paterson, Of Nightingales that Weep (dt. Das Lied einer Nachtigall, 1982)
  - Honor Book: James Lincoln Collier und Christopher Collier, My Brother Sam is Dead
  - Honor Book: Sharon Bell Mathis, Listen for the Fig Tree
- 1995: Laurence Yep, Dragonwings
  - Honor Book: Natalie Babbitt, Tuck Everlasting (dt. Die Unsterblichen, 1984)
- 1996: Alan Garner, The Stone Book
  - Honor Book: William Steig, Abel's Island (dt. Eine Maus aus gutem Haus, 1978)
- 1997: Robert Cormier, I Am the Cheese (dt. Ich bin das, was übrigbleibt, 1979)
- 1998: Jill Paton Walsh, A Chance Child
  - Honor Book: Robin McKinley, Beauty (dt. Die Schöne und das Ungeheuer, 1984)
  - Honor Book: Doris Orgel, The Devil in Vienna (dt. Ein blauer und ein grüner Luftballon, 1980, auch Der Teufel in Wien, 1982)
- 1999: E. L. Konigsburg, Throwing Shadows
- 2000: Monica Hughes, Keeper of the Isis Light (dt. Die Herrscherin von Isis, 1984)
  - Honor Book: Jane Langton, The Fledgling (dt. Georgie, Freundin der Wildgänse , 2001)
- 2001: Peter Dickinson, The Seventh Raven (dt. Der siebte Rabe, 1984)
  - Honor Book: Kathryn Lasky, The Night Journey
- 2002: Zibby Oneal, A Formal Feeling (dt. Bist du traurig, Spiegelbild ?, 1985)
  - Honor Book: Clayton Bess, Story for a Black Night
- 2003: Ivan Southall, The Long Night Watch
  - Honor Book: Cynthia Voigt, A Solitary Blue
- 2004: Berlie Doherty, White Peak Farm
  - Honor Book: Brian Doyle, Angel Square
- 2005: Margaret Mahy, The Catalogue of the Universe (dt. Das gesammelte Universum, 1987)
- 2006: Diana Wynne Jones, Howl's Moving Castle (dt. Sophie im Schloss des Zauberers, 2005)
  - Honor Book: Margaret Mahy, The Tricksters
  - Honor Book: Philip Pullman, The Shadow in the North / The Shadow in the Plate (dt. Der Schatten im Norden, 1998)
- 2007 Margaret Mahy, Memory
  - Honor Book: Sheila Gordon, Waiting for the Rain
- 2008: Peter Dickinson, Eva (dt. Eva, 1991)
- Honor Book: Jane Yolen, The Devil's Arithmetic (dt. Des Teufels Rechnung, 1999; auch verfilmt)
- 2009: Francesca Lia Block, Weetzie Bat (dt. Weetzie Bat, 1996)
  - Honor Book: Sylvia Cassedy, Lucie Babbidge’s House (dt. Lucys Haus, 1991)
- 2010: Rosemary Sutcliff, The Shining Company
- 2011: Virginia Euwer Wolff, The Mozart Season
  - Honor Book: Mary Downing Hahn, Stepping on the Cracks
  - Honor Book: Eloise McGraw, The Striped Ships
- 2012: Karen Hesse, Letters from Rifka
  - Honor Book: Michael Dorris, Morning Girl
  - Honor Book: Frances Temple, Taste of Salt: A Story of Modern Haiti
- 2013: Gaye Hiçyilmaz, The Frozen Waterfall (dt. Du wirst mich schon finden, 1994)
  - Honor Book: Walter Dean Myers, Malcolm X: By Any Means Necessary (Biografie Malcolm X)
- 2014: Gary Soto, Jesse
  - Honor Book: Graham Salisbury, Under the Blood Red Sun
- 2015: Kyoko Mori, One Bird
- 2016: Andrew Clements, Frindle
- 2017: James Heneghan, Wish Me Luck
  - Honor Book: Paul Fleischman, Seedfolks
  - Honor Book: Naomi Shihab Nye, Habibi
- 2018: Elizabeth Partridge, Restless Spirit: The Life and Work of Dorothea Lange
- 2019: Louise Erdrich, The Birchbark House
  - Honor Book: Connie Porter, Imani All Mine
- 2020: Carolyn Coman, Many Stones
  - Honor Book: Walter Dean Myers, 145th Street: Short Stories
- 2021: Alyssa Brugman, Finding Grace
  - Honor Book: Chris Crutcher, Whale Talk
  - Honor Book: Tony Johnston, Any Small Goodness
- 2022: Julie Otsuka, When the Emperor Was Divine
  - Honor Book: Linda Sue Park, When My Name Was Keko
- 2023: Tim Tingle, Walking the Choctaw Road
  - Honor Book: Richard Maurer, The Wright Sister: Katharine Wright & Her Famous Brothers

## Bilderbuch
- 2013: Kevin Henkes, Owen
- 2014: Raymond Briggs, The Bear (dt. Der Bär, 1994)
- 2015: Sara Fanelli, My Map Book (dt. Meine ganze Welt, 1996)